# Christophe Deylaud
Christophe Deylaud (Toulouse, 2 de octubre de 1964) es un exrugbista y entrenador francés, que se desempeñaba como apertura. Fue internacional con Les Bleus en los años 1990.

## Carrera
Debutó en la primera del US Portésienne Rugby en 1983, de allí se trasladó al  Blagnac SCR donde permaneció de 1985 a 1990 y aceptó unirse al Rugby Club Toulonnais de la primera división.
En 1991 se incorporó al Stade Toulousain por expreso pedido de Guy Novès y en 1995 se convirtió en profesional. Ganó cuatro Top 14 (campeón de Francia): 1994, 1995, 1996 y 1997, dos veces el Desafío Yves du Manoir (1993 y 1995) y en 1996 la primera Copa de Campeones.
Finalmente se retiró en el Sporting Union Agen Lot-et-Garonne y luego se convirtió en entrenador. También jugó dos partidos con los Barbarians franceses.

## Selección nacional
Pierre Berbizier lo seleccionó a Les Bleus para las últimas pruebas del FIRA Trophy 1990-92 y debutó ante Rumania. Deylaud era suplente de Franck Mesnel pero al final se ganó la titularidad.
Participó de la memorable gira a Nueva Zelanda 1994 donde ganaron la serie contra los All Blacks, la única en la historia. También ganó la Copa Latina 1995 y fue su última participación.
El técnico Jean-Claude Skrela no lo tuvo en cuenta, prefirió en su lugar a Christophe Lamaison y el joven Thomas Castaignède. En total jugó 16 pruebas y anotó 51 puntos.

### Participaciones en Copas del Mundo
Berbizier lo llevó a Sudáfrica 1995 como titular, formando la línea de backs junto a Thierry Lacroix y la leyenda Philippe Sella.
| Mundial                       | Sede      | Resultado     | PJ | Tries |
| ----------------------------- | --------- | ------------- | -- | ----- |
| Copa Mundial de Rugby de 1995 | Sudáfrica | Tercer puesto | 4  | 0     |